# ヨハン・サンタナ
ヨハン・アレクサンデル・サンタナ・アラケ（Johan Alexander Santana Araque, 1979年3月13日 - ）は、ベネズエラ・ボリバル共和国・メリダ州トバル出身の元プロ野球選手（投手）。左投左打。
00年代のMLBを代表する先発投手の一人。2004年と2006年にサイ・ヤング賞を受賞。いずれも満票での選出であり、同賞を満票で複数回受賞した史上5人目の選手となっている。

## 経歴

### プロ入り前
1979年3月13日、ベネズエラのメリダ州トバルで誕生。ベネズエラは野球が盛んな国であるが、トバルはプロの野球選手を出したことがない町だった。幼少期はサッカーや野球に親しむが、地元のアマチュアチームで遊撃手をしていた父ヘススに憧れ、11歳のころに地元リトルリーグのトライアウトを受験する。父親の右利き用グラブを使って遊撃手としてプレイしていたサンタナだが、コーチに左利きであることを見抜かれると、外野手（中堅手）へ転向した。
1994年、サンタナは15-16歳クラスの全国大会に一塁手兼中堅手として出場。このとき、ヒューストン・アストロズのスカウトを務めていたアンドレス・レイナーがサンタナの強肩ぶりに目をつける。当時のMLBは選手会によるストライキの最中だったため、予算を凍結していた球団はトバルへの旅費すら出さない姿勢でいたが、何度も何度も説得を試みるレイナーの熱意に最後は折れ、GMのボブ・ワトソンが旅費を自費で用意した。レイナーはトバルへ赴き、サンタナと交渉。1995年1月、サンタナはカラボボ州バレンシアにあるアストロズのアカデミーに送り込まれ、そこで3か月を過ごす。

### アストロズ時代
サンタナと契約した時、彼を外野手と投手のどちらにすべきかレイナーは先述のこともあり、迷ったという。サンタナ自身は外野手を望んでいたが、サンタナのスピードは野手としては物足りないとレイナーはみなしていた。結局レイナーは、当時のサンタナの球速が最速でも82mph（約132.0km/h）しか出なかったにもかかわらず、腕の振りが速いことに将来性を見出し、投手として契約を結ぶことにした。

#### マイナー時代
1996年、サンタナはドミニカ共和国のドミニカン・サマーリーグに送り込まれ、そこでプロデビュー。救援投手として40イニングを投げ防御率2.70・奪三振率11.5という好成績を残した。
1997年にアメリカ合衆国へ渡り、主に先発投手としてマイナーリーグで3シーズンを過ごす。
1999年にはA級ミシガンでチーム最多の26試合に先発し、防御率4.66・奪三振率8.4・WHIP1.35を記録。チームメイトのロイ・オズワルトに次ぐ先発2番手として活躍する。

### ツインズ時代
1999年12月、この年のリーグ最低勝率だったミネソタ・ツインズが、ルール5ドラフト指名対象となっていたサンタナに注目。1位指名権を持っていたツインズはサンタナの指名を決定する。しかしここで、2位指名権を有していたフロリダ・マーリンズが、自球団の有望株ジャレッド・キャンプをツインズに指名される可能性を恐れ、ツインズに取引を提案。それは「ツインズがマーリンズからキャンプを指名→マーリンズがアストロズからサンタナを指名→キャンプとサンタナ＋金銭をトレード」というものだった。当初の予定に加えて金銭も得られるツインズはこれを受諾、こうしてサンタナはルール5ドラフトでマーリンズに指名され、即日トレードでツインズへ移籍した。
2000年4月3日、サンタナはデビルレイズ戦でメジャーデビューを果たす。同年は2勝を記録。
2001年は1勝を記録。
2002年、開幕をAAA級エドモントンで迎えたサンタナは、投手コーチのボビー・クェイヤーからチェンジアップを習得し、5月にメジャーへ復帰した。この年リーグ最多の15個の暴投を記録したものの先発で7勝を挙げ、その一方でリリーフ登板もこなし、ツインズ11年ぶりの地区優勝の一員となった。
2003年のシーズン開幕前、ツインズ首脳陣はサンタナに先発ローテーション入りを明言する。しかしその後FAとなっていた先発投手のケニー・ロジャースがツインズと契約したことからサンタナはリリーフ陣に戻される。この仕打ちに不信感を抱いたサンタナは、球団にトレードを要求することも一時は考えた。結局、前半戦はほとんどリリーフで登板、先発に定着したのは7月途中のことだった。8月・9月の2か月間で8勝を挙げ、ポストシーズンでも先発したサンタナだったが、肘を傷めたためシーズン終了後左肘の骨片除去手術を受ける。
2004年は開幕から先発ローテーションに定着し、前半戦は7勝6敗・防御率3.78という成績を残す。後半戦にはさらに成績を伸ばし、15試合で13勝無敗・防御率1.21を記録、
月間最優秀投手賞を7月から9月の3か月連続で受賞している。最終的には20勝6敗・防御率2.61・265奪三振（リーグ1位・球団新記録）で最優秀防御率・最多奪三振の2タイトルを獲得した。3年連続地区優勝を果たしたツインズのエースとして、ポストシーズンではヤンキースとの地区シリーズ第1戦に先発し勝利。さらに第2戦・第3戦とチームが連敗して後がなくなった状況では、監督のロン・ガーデンハイアーに直訴して中3日で第4戦に先発したが、この試合ではチームは延長戦の末に敗戦、5回1失点のサンタナはチームの窮地を救うことができなかった。チームをワールドシリーズへ導くことはできなかったサンタナだが、シーズン終了後にはサイ・ヤング賞を満票で初受賞し、4年4000万ドルというツインズ投手史上最高額での再契約も手に入れた。
2005年は、前年から続いていた記録が、連続先発試合3失点以下（MLB歴代2位）が4月5日に22で、連勝が5月1日に17で、それぞれ途切れるという滑り出し。7月にオールスター初選出を果たすと、前年同様に後半戦に強さを見せ、シーズン通算では前年よりやや成績を落としたものの、2年連続奪三振王となるなど16勝7敗・238奪三振・防御率2.87（リーグ2位）という成績を残した。サイ・ヤング賞の投票では、2年連続受賞こそ逃したもののバートロ・コローンとマリアノ・リベラに次ぐ3位に入った。
2006年開幕前の3月に第1回WBCのベネズエラ代表に選出された。ドミニカ共和国戦とキューバ戦の2試合に先発したが2敗を喫した。
シーズンでは、19勝・防御率2.77・奪三振245と主要三部門すべてでリーグトップとなり（勝利数は王建民とタイ）、投手三冠を獲得。シーズン終了後には、2年ぶりにサイ・ヤング賞を受賞した。
オフの11月には、日本で開催される日米野球にMLB選抜の一員として参加する予定だったが、3月のWBCから投げ続けて例年以上に肩を酷使していることから、球団首脳陣がサンタナの参加に反対したためやむなく辞退した。
2007年は球速が低下気味だったことが影響して成績を落とし、リーグワーストの33本塁打を浴びて防御率が前年から0.50以上悪化、さらに自身初の2桁敗戦となる13敗を喫した。シーズン最終登板となった9月26日のタイガース戦では3回を投げきったところで降板。2004年5月29日以来続いていた連続試合先発・5イニング以上登板の記録が、過去50年では歴代3位となる123試合で途切れた。また、地区首位を争うインディアンスとの試合に6度先発して0勝5敗と、ツインズが地区連覇を逃した要因にもなった。それでもWHIPはリーグ最高、奪三振数もリーグ2位だった。8月19日のレンジャース戦では17奪三振を挙げ、1試合の奪三振数で球団記録を更新している。

### メッツ時代
ツインズはオフに4年8000万ドルでの契約延長をオファーしたものの、サンタナがこれを拒否。財政力の乏しいツインズは、2008年のシーズン終了後にFAで出て行かれる前にトレードでサンタナを放出し、見返りに他球団から将来有望な若手選手を数人獲得することにした。サンタナ獲得にはニューヨーク・ヤンキースやボストン・レッドソックスなど、資金力の豊富な球団が手を挙げた。しかしツインズ側が交換相手を欲張りすぎたため交渉は決裂、その後ニューヨーク・メッツが前述の2球団よりも見劣りする交換相手を提示し、ツインズはこれを飲まざるを得なくなった。トレードの正式成立には健康診断のパスと2月1日午後5時までの契約延長合意が条件だった。サンタナとメッツは当日になり交渉期限を午後7時まで延長した末、投手史上最高額となる6年1億3750万ドルでの契約延長に合意した。メッツは前年のシーズン、9月12日時点では2位フィリーズに7ゲーム差をつけての地区首位にいながら、そこから同月30日のシーズン最終戦まで5勝12敗と低迷し、フィリーズに逆転されてポストシーズン進出を逃していた。そんな中でのサンタナの加入は、メッツに漂うネガティブな空気を払拭する明るいニュースとなった。
2008年は選手生命を左右する可能性もあるほど悪い状態の左膝痛を抱えながらもリーグ最多の234.1イニングを投げ、防御率2.53とクオリティ・スタート28回がそれぞれリーグ1位という安定した投球を披露。特に後半戦に成績が上向き、8月・9月はともに月間防御率が1点台で、9月には月間最優秀投手に選出されている。奪三振率が6年ぶりに9.00を下回ったり自己ワーストの63四球を与えたりと、成績が落ちた部分もあるが、フィリーズなどの強打のチームと多く対戦したサンタナの投球内容は、この年のサイ・ヤング賞を受賞したティム・リンスカムよりも内容は上だった、という見方もある。しかしそれでもメッツは前年同様、8月終了時点で地区首位につけていながら9月にフィリーズに逆転され、またもポストシーズン進出を逃した。
シーズン終了後、サンタナは左膝の手術を受けたため、2009年春開催の第2回WBCは辞退した。こうして臨んだMLBレギュラーシーズンでは開幕から好調。史上4人目となる「開幕4試合で防御率0.75以下かつ奪三振36以上」という成績を残し、4月の月間最優秀投手賞を受賞。7月11日のレッズ戦では通算119勝目を挙げ、フレディ・ガルシアが保持していたベネズエラ出身メジャーリーガーの通算勝利数記録を更新した。しかしその後、左肘を痛めたため8月25日に故障者リスト入りして復帰せず、肘の手術を受けた。
2010年も2完封を記録するなど好調なシーズンを過ごしていたものの、秋に入ってまたしても左肩を痛め、9月2日の試合を最後に戦線離脱して手術。これでメッツ移籍後3年連続で、故障によって手術を受けることになった。
2011年シーズンはリハビリと静養に費やし、復帰する事はなかった。
2012年に左肩の手術から復活し、5月26日のサンディエゴ・パドレス戦で4安打完封勝利をあげると、続く6月2日のセントルイス・カージナルス戦で5四球を与えたものの9回134球を投げ切り、ノーヒットノーランを達成。6月30日のドジャーズ戦でも8回無失点に抑えるなど完全復活を印象づけたが、7月以降は一転不安定な投球が続き、5試合連続で6失点以上を喫すると、8月22日に腰の炎症を理由に故障者リスト入りしてそのままシーズンを終えた。
2013年は開幕を目前に控えた3月から肩の不調を訴えていたが、3月30日に肩の手術を受けることが発表され、3月31日に15日間の故障者リスト入りし、4月3日に手術を受けた。4月6日に60日間の故障者リストへ異動。同年中の復帰は絶望的となった。11月1日にFAとなった。

### メッツ退団後
2014年3月4日にボルチモア・オリオールズとマイナー契約を結んだ。マイナーでの登板がないまま、6月2日にオリオールズとメジャー契約を結び、同日に15日間の故障者リスト入りした。6月9日に60日間の故障者リストへ異動した。このシーズンも登板無くFAとなり、オフにベネズエラのウィンターリーグに参加し実戦復帰を目指すも、登板なしに終わった。
2015年2月26日にトロント・ブルージェイズとマイナー契約を結ぶが、登板なく6月25日に解雇された。
2016年は所属球団なく、オフにベネズエラのウィンターリーグに参加するが、登板なしに終わった。

## 選手としての特徴

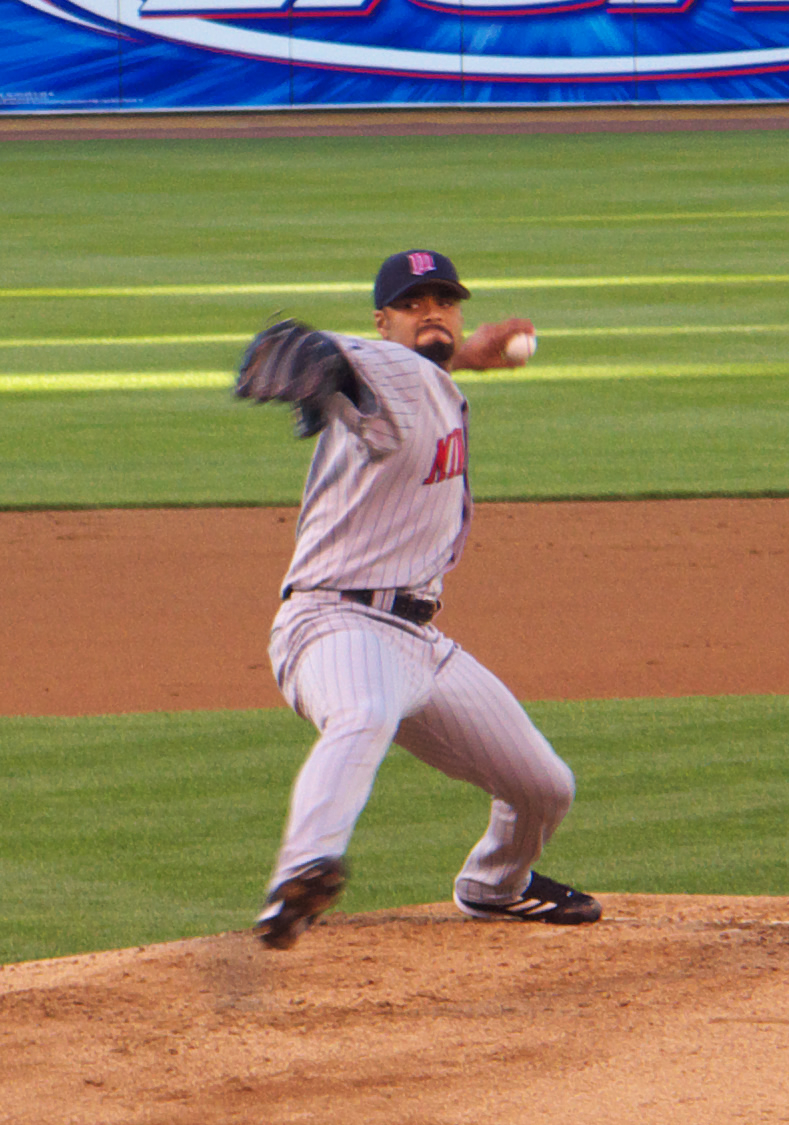
投球フォーム

ノビのある速球（フォーシーム、ツーシーム）やチェンジアップ、スライダーが持ち球である。。ツインズの正捕手としてサンタナの球を受けていたジョー・マウアーは「どれをとっても彼の球種は平均を遥かに上回る」と評している。その中でも軸となるのが、同じ腕の振りから繰り出される速球とチェンジアップの組み合わせである。
速球の平均球速は、サイ・ヤング賞を2度受賞したツインズ時代でも93.5mph（約150.5km/h）とMLB全体の平均と同じ程度だが、チェンジアップの平均球速は77.5mph（約124.7km/h）で、速球との球速差16mph（約25.7km/h）は当時のMLBで一番大きかった。このチェンジアップは2007年、ア・リーグ各球団監督を対象に行われたアンケートでも「リーグで1番のチェンジアップ」に選ばれている。ジェイソン・ジアンビは「彼のチェンジアップが厄介なのは、コントロールがいいことだ。ワンバウンドさせてしまうような投げ損じがない。途中まで速球のような軌道で来て、そこから落ちる」と評している。ただ、メッツへ移籍後は球速差が縮まっており、2010年は速球が89.2mph（約143.5km/h）、チェンジアップが79.3mph（約127.6km/h）、その差は9.9mph（約15.9km/h）となっている。
2009年からは打線の援護が減り、2年連続で規定投球回到達者中リーグワーストのRS（得点援護率）をマークしている。

## 人物

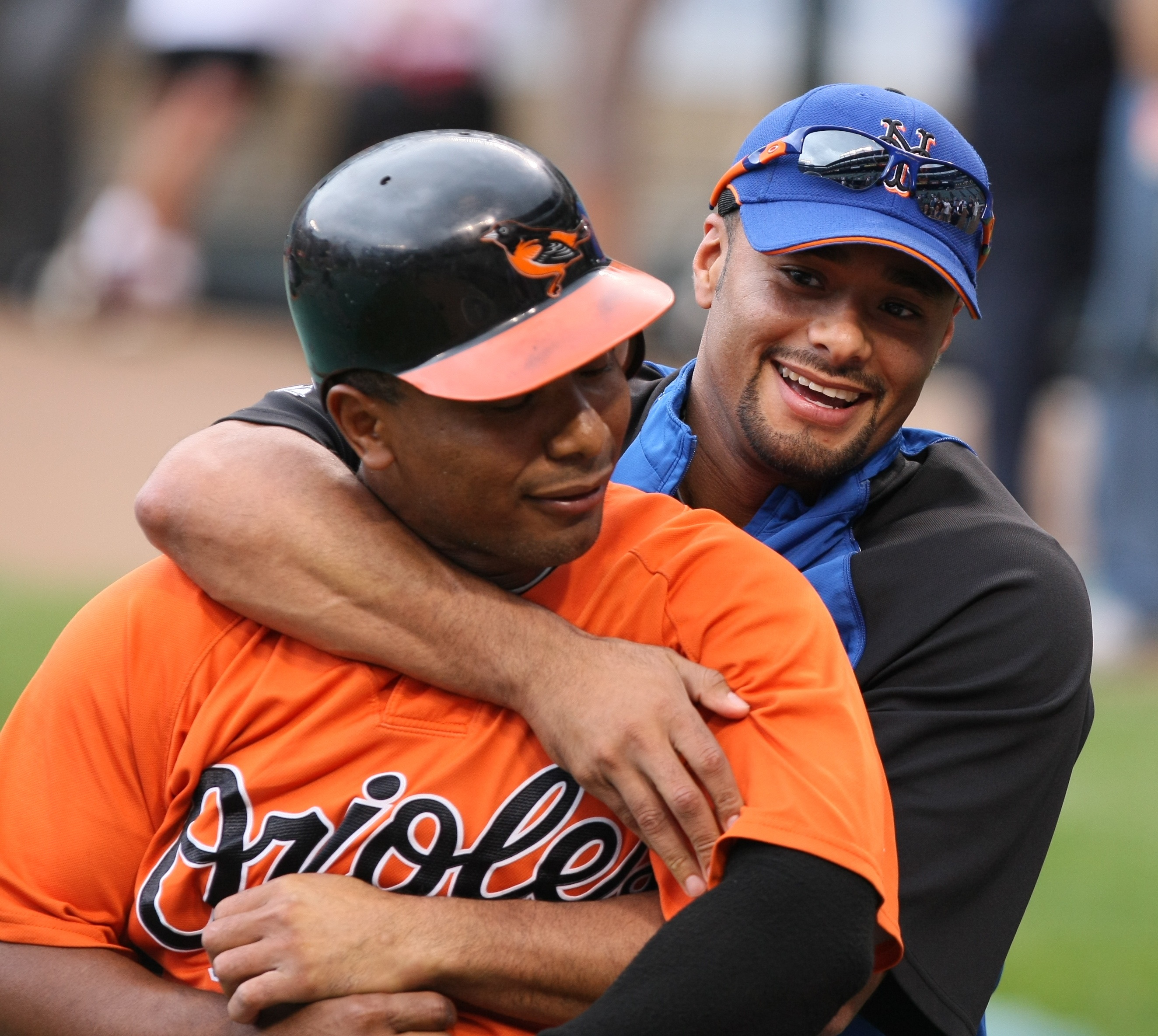
2009年6月16日の試合前、同じベネズエラ出身のメルビン・モーラ（オリオールズ）とじゃれあう

非常に明るく人懐っこい性格である。先発投手が登板日の試合前にインタビューを受けることは普通は考えられないことであるが、サンタナを取材したSHEILAによると、サンタナはインタビューを受けたり歌を歌ったりと楽しそうにしているという。また、人を和ませるイタズラをすることもある。2005年には、チームメイトのフランシスコ・リリアーノがメジャー初登板で先頭打者ゲイリー・マシューズ・ジュニアに本塁打を打たれると、サンタナは試合終了後、リリアーノのロッカーに「ゲイリー・マシューズより」と書かれたバラバラのボールを置いた。これをきっかけにしてリリアーノはチームに打ち解けることとなり、リリアーノはそのボールを実家に飾ったという。
ベネズエラで高校に通っていたときには野球だけでなくサッカーもしていたため、サッカーが好き。2006年のFIFAワールドカップ開催中には、試合前のクラブハウスでワールドカップ中継を観戦していたサンタナがひとりはしゃいでいる姿が目撃されている。

## 詳細情報

### 年度別投手成績
| 年 度     | 球 団     | 登 板 | 先 発 | 完 投 | 完 封 | 無 四 球 | 勝 利 | 敗 戦 | セ 丨 ブ | ホ 丨 ル ド | 勝 率 | 打 者 | 投 球 回 | 被 安 打 | 被 本 塁 打 | 与 四 球 | 敬 遠 | 与 死 球 | 奪 三 振 | 暴 投 | ボ 丨 ク | 失 点 | 自 責 点 | 防 御 率 | W H I P |
| --------- | --------- | ----- | ----- | ----- | ----- | -------- | ----- | ----- | -------- | ----------- | ----- | ----- | -------- | -------- | ----------- | -------- | ----- | -------- | -------- | ----- | -------- | ----- | -------- | -------- | ------- |
| 2000      | MIN       | 30    | 5     | 0     | 0     | 0        | 2     | 3     | 0        | 0           | .400  | 398   | 86.0     | 102      | 11          | 54       | 0     | 2        | 64       | 5     | 2        | 64    | 62       | 6.49     | 1.81    |
| 2001      | MIN       | 15    | 4     | 0     | 0     | 0        | 1     | 0     | 0        | 0           | 1.000 | 195   | 43.2     | 50       | 6           | 16       | 0     | 3        | 28       | 3     | 0        | 25    | 23       | 4.74     | 1.51    |
| 2002      | MIN       | 27    | 14    | 0     | 0     | 0        | 8     | 6     | 1        | 3           | .571  | 452   | 108.1    | 84       | 7           | 49       | 0     | 1        | 137      | 15    | 2        | 41    | 36       | 2.99     | 1.23    |
| 2003      | MIN       | 45    | 18    | 0     | 0     | 0        | 12    | 3     | 0        | 5           | .800  | 644   | 158.1    | 127      | 17          | 47       | 1     | 3        | 169      | 6     | 2        | 56    | 54       | 3.07     | 1.10    |
| 2004      | MIN       | 34    | 34    | 1     | 1     | 0        | 20    | 6     | 0        | 0           | .769  | 881   | 228.0    | 156      | 24          | 54       | 0     | 9        | 265      | 7     | 0        | 70    | 66       | 2.61     | 0.92    |
| 2005      | MIN       | 33    | 33    | 3     | 2     | 2        | 16    | 7     | 0        | 0           | .696  | 910   | 231.2    | 180      | 22          | 45       | 1     | 1        | 238      | 8     | 0        | 77    | 74       | 2.87     | 0.97    |
| 2006      | MIN       | 34    | 34    | 1     | 0     | 0        | 19    | 6     | 0        | 0           | .760  | 923   | 233.2    | 186      | 24          | 47       | 0     | 4        | 245      | 4     | 1        | 79    | 72       | 2.77     | 1.00    |
| 2007      | MIN       | 33    | 33    | 1     | 1     | 1        | 15    | 13    | 0        | 0           | .536  | 878   | 219.0    | 183      | 33          | 52       | 0     | 4        | 235      | 7     | 1        | 88    | 81       | 3.33     | 1.07    |
| 2008      | NYM       | 34    | 34    | 3     | 2     | 1        | 16    | 7     | 0        | 0           | .696  | 964   | 234.1    | 206      | 23          | 63       | 5     | 4        | 206      | 9     | 2        | 74    | 66       | 2.53     | 1.15    |
| 2009      | NYM       | 25    | 25    | 0     | 0     | 0        | 13    | 9     | 0        | 0           | .591  | 701   | 166.2    | 156      | 20          | 46       | 3     | 3        | 146      | 1     | 0        | 67    | 58       | 3.13     | 1.21    |
| 2010      | NYM       | 29    | 29    | 4     | 2     | 0        | 11    | 9     | 0        | 0           | .550  | 817   | 199.0    | 179      | 16          | 55       | 2     | 2        | 144      | 2     | 2        | 67    | 66       | 2.98     | 1.18    |
| 2012      | NYM       | 21    | 21    | 2     | 2     | 1        | 6     | 9     | 0        | 0           | .400  | 499   | 117.0    | 117      | 17          | 39       | 1     | 0        | 111      | 1     | 0        | 65    | 63       | 4.85     | 1.33    |
| MLB：12年 | MLB：12年 | 360   | 284   | 15    | 10    | 5        | 139   | 78    | 1        | 8           | .641  | 8262  | 2025.2   | 1726     | 220         | 567      | 13    | 36       | 1988     | 68    | 12       | 773   | 721      | 3.20     | 1.13    |

- 各年度の太字はリーグ最高

### タイトル
- 最多勝利：1回（2006年）
- 最優秀防御率：3回（2004年、2006年、2008年）
- 最多奪三振：3回（2004年 - 2006年）

### 表彰
- サイ・ヤング賞：2回（2004年、2006年）
- ゴールドグラブ賞（投手部門）：1回（2007年）
- ピッチャー・オブ・ザ・マンス：8回（2003年8月、2004年7月・8月・9月、2006年6月・9月、2008年9月、2009年4月）
- ウォーレン・スパーン賞：2回（2004年、2006年）
- フィールディング・バイブル・アワード：1回（2007年）

### 記録
- 投手三冠：1回（2006年）
- MLBオールスターゲーム選出：4回（2005年 - 2007年、2009年）
- ノーヒットノーラン：1回（2012年6月2日、対セントルイス・カージナルス戦）

### 代表歴
- 2006 ワールド・ベースボール・クラシック・ベネズエラ代表